# The Thrill Is Gone
The Thrill Is Gone is een nummer geschreven door Roy Hawkins en Rick Darnell in 1951. De versie van Hawkins behaalde dat jaar de zesde plaats in de Amerikaanse rhythm-and-blues-lijsten. In 1969 werd het nummer gecoverd door B.B. King, verschenen op zijn album Completely Well. In december van dat jaar werd het nummer uitgebracht als de eerste single van het album.

## Achtergrond
B.B. King nam zijn versie van "The Thrill Is Gone" op in juni 1969. Door het gebruik van strijkers markeert dit nummer zowel een wijziging van het originele nummer als een wijziging ten opzichte van het eerdere materiaal van King. Het werd een van de grootste hits uit zijn carrière met een vijftiende plaats in de Billboard Hot 100 zijn hoogste notering in deze lijst. In 1971 ontving hij voor deze versie een Grammy Award voor Best Male R&B Vocal Performance. In 1998 werd het nummer tevens opgenomen in de Grammy Hall of Fame. In 2004 plaatste het tijdschrift Rolling Stone het nummer op de 183e plaats in hun lijst The 500 Greatest Songs of All Time.
Behalve B.B. King zijn er nog diverse andere artiesten die "The Thrill Is Gone" hebben opgenomen. Een aantal van deze artiesten zijn:
- Aretha Franklin (1970)
- Little Milton (1973)
- Chicken Shack (1974)
- Luther Allison (1979)
- The Crusaders (1981)
- Barbara Mandrell (1982)
- Jerry Garcia en David Grisman (1991)
- Steven Allan Brown van Tuxedomoon (1991)
- The Manhattan Transfer (1995)
- Dishwalla (1995)
- Diamanda Galás (1998)
- Willie Nelson (2000)
- The Marshall Tucker Band (2003)
- Pappo (2003)
- Leslie West (2005)
- MC Hammer (2005; enkel een sample)

## NPO Radio 2 Top 2000
| Nummer met noteringen in de NPO Radio 2 Top 2000 | '99 | '00 | '01 | '02 | '03 | '04 | '05 | '06 | '07 | '08 | '09 | '10 | '11 | '12 | '13 | '14 | '15 | '16 | '17 | '18 | '19  | '20  | '21  | '22  | '23  |
| ------------------------------------------------ | --- | --- | --- | --- | --- | --- | --- | --- | --- | --- | --- | --- | --- | --- | --- | --- | --- | --- | --- | --- | ---- | ---- | ---- | ---- | ---- |
| The Thrill Is Gone                               | 697 | -   | 450 | 524 | 753 | 442 | 377 | 595 | 497 | 511 | 857 | 583 | 380 | 468 | 491 | 463 | 271 | 343 | 423 | 672 | 1213 | 1190 | 1256 | 1430 | 1935 |

1. ↑  Een '-' betekent dat het nummer niet was genoteerd en een vetgedrukt getal geeft de hoogste notering aan.
2. ↑  Deze tabel is bijgewerkt tot en met de laatste editie (2024).